# Aziz Zakari
Abdul Aziz Zakari (Accra, 8 juni 1976) is een Ghanees sprinter. Met zijn persoonlijk record op de 100 m van 9,99 seconden behoort hij tot de snelste mannen van Afrika. Hij deed viermaal mee aan de Olympische Spelen, maar won geen medailles.
Op de wereldkampioenschappen atletiek 1997 in Athene nam hij met het Ghanese team bestaande uit Abu Dua, Eric Nkansah, Zakari en Emmanuel Tuffour deel aan de 4 x 100 m estafette. Met 38,26 finishten ze op een vijfde plaats achter Canada (37,86), Nigeria (38,07), Groot-Brittannië (38,14) en Cuba (38,15).
In 2000 won hij op de Afrikaanse kampioenschappen de 100 m, de 200 m en de 4 x 100 m estafette. Een jaar later stond hij op de wereldkampioenschappen atletiek in Edmonton voor de eerste maal in de finale van aan groot toernooi. Hier werd hij achtste. Hij plaatste zich tweemaal voor de finale van de 100 m op de Olympische Spelen. In Sydney 2000 en Athene 2004 moest hij echter als enige loper nog voor de finish afhaken.
Op het WK 2005 in Helsinki werd hij achtste. In 2006 stond hij derde op de wereldranglijst, achter Justin Gatlin en Asafa Powell, toen hij op 29 april tijdens een wedstrijd in Dakar op het gebruik doping werd betrapt. Het ging om het verboden middel Stanozolol, het spierversterkende hormoon dat indertijd ook Ben Johnson noodlottig werd. Op 22 september 2006 werd door de IAAF bekendgemaakt dat hij voor twee jaar geschorst is. Zijn schorsing eindigde op 8 juni 2008.
Op de Olympische Spelen van 2008 in Peking sneuvelde hij in de kwartfinale van de 100 m met een tijd van 10,24 s.

## Titels
- Afrikaanse kampioenschappen 100 m - 2000
- Afrikaanse kampioenschappen 200 m - 2000
- Afrikaanse kampioenschappen 4 x 100 m - 2000
- Ghanees kampioen 100 m - 1995
- Ghanees kampioen 200 m - 1995

## Persoonlijke records
Outdoor
| Onderdeel | Prestatie | Datum        | Plaats  |
| --------- | --------- | ------------ | ------- |
| 100 m     | 9,99 s    | 14 juni 2005 | Athene  |
| 200 m     | 20,23 s   | 14 juli 2000 | Algiers |

Indoor
| Onderdeel | Prestatie | Datum           | Plaats |
| --------- | --------- | --------------- | ------ |
| 60 m      | 6,63 s    | 1 februari 2003 | Boston |

## Palmares

### 100 m
Kampioenschappen
- 2000:  Afrikaanse kampioenschappen - 10,13 s
- 2000: DNF OS van Sydney
- 2001: 7e WK - 10,24 s
- 2002: 5e Grand Prix Finale - 10,20 s
- 2004:  Wereldatletiekfinale - 10,15 s
- 2004: DNF OS van Athene
- 2005: 8e WK - 10,20 s
- 2005:  Wereldatletiekfinale - 10,01 s
- 2006: 5e Gemenebestspelen - 10,22 s

Golden League-podiumplekken
- 2000: Herculis – 10,13 s
- 2001: ISTAF – 10,05 s
- 2001: Weltklasse Zürich – 10,15 s
- 2001: Memorial Van Damme – 10,04 s
- 2003: Bislett Games – 10,26 s
- 2004: Golden Gala – 10,10 s
- 2004: Meeting Gaz de France – 10,14 s
- 2004: Memorial Van Damme – 10,04 s
- 2005: Meeting Gaz de France – 10,04 s
- 2005: Golden Gala – 10,06 s
- 2005: Bislett Games – 10,02 s
- 2005: Weltklasse Zürich – 10,22 s

### 200 m
- 2000:  Afrikaanse kampioenschappen - 20,23 s
- 2001: 6e Grand Prix Finale - 20,63 s
- 2002:  Afrikaanse kampioenschappen - 20,33 s
- 2002: 5e Gemenebestspelen - 20,29 s
- 2003:  Afrikaanse Spelen - 20,51 s